# Телфуса
Телфуса (грч. Τέλφουσα) је у грчкој митологији била нимфа.

## Митологија
Била је Најада са истоименог извора на планини Хеликон у Беотији у централној Грчкој. Када се Аполон вратио из земље Хиперборејаца, зауставио се баш крај извора ове нимфе и очаран лепотом предела, одлучио да ту себи сагради храм. Међутим, Телфуса није желела да дели славу са њим, па га је одговорила речима да ће мир његовог светилишта увек реметити топот коња и крава који ту долазе на појило, те да ће прикладније место бити у Криси у подножју Парнаса. Аполон се и запутио тамо, али га је сачекала аждаја Питон, са којом је морао да се љуто бори. Тада је схватио да га је нимфа преварила и расрђен, бацио је камење на њене воде и ту саградио себи жртвеник. Телфусино име указује да је њен извор био загађен и да није могао да се користи за пиће, јер tiphos означава базен са стајаћом водом или мочвару, а tilphê да је испуњена ларвама инсеката. Таква вода је доносила заразу, па је било прикладно да баш Аполон, за кога се веровало да отклања кугу и болести, победи, односно уништи ову нимфу. Била је поистовећена са Еринијом, јер су и Ериније биле обожаване крај њеног извора, а и једна од њих је имала исто име. Неки извори наводе да је могуће да је њен отац био речни бог Термес, док други наводе Ладона, као и то да је град Телфуса у Аркадији добио назив по њој. Њена друга имена, Телфусеја и Тилфусеја су епитети богиње Деметре и по њима је град Телфусион добио назив. Телфуса је и друго име нимфе Тилфусе.

## Биологија
Латинско име ове личности (Telphusa) је назив за род лептира.